# Salon polityczny Trójki
Salon polityczny Trójki – audycja emitowana od poniedziałku do piątku w Programie III Polskiego Radia, nadawana o godz. 8:45 (wcześniej 8:13), w formie wywiadu prowadzonego przez Beatę Michniewicz. W przeszłości program prowadzili m.in. Monika Olejnik, Jolanta Pieńkowska, Dorota Wysocka-Schnepf, Krzysztof Skowroński, Kamil Durczok, Mikołaj Lizut, Michał Karnowski, Marcin Zaborski i Paweł Lisicki. Od 2 kwietnia 2024 "Salon polityczny Trójki" został zastąpiony audycją "Bez uników", prowadzoną przez Renatę Grochal.